# Cattedrale dell'Immacolata Concezione (Maputo)
La cattedrale dell'Immacolata Concezione (in portoghese: Catedral Metropolitana de Nossa Senhora da Conceição) si trova a Maputo, in Mozambico ed è la cattedrale per l'arcidiocesi di Maputo.

## Storia e descrizione
La cattedrale è situata nella piazza dos Paços do Concelho de Lourenço Marques (oggi Praça da República). La struttura venne progettata dall'ingegner Marcial Simões de Freitas e Costa. La prima pietra venne posta nel 1936 e la chiesa venne consacrata nel 1944. L'espressività strutturale, così come la progettazione e il posizionamento assiale del suo campanile, ispirata alla chiesa di Notre Dame du Raincy a Parigi, di Auguste Perret, mentre il tetto a cupola si ispira alla Chiesa di Nossa Senhora de Fátima, Lisbona, di Porfírio Pardal Monteiro.
Si tratta di un edificio suggestivo, dallo stile art déco e contiene opere di artisti quali Francisco Franco, António Lino, Simões de Almeida, Leopoldo de Almeida e Antonio Maia Ribeiro.